# Колавіл-1
Грама Ніладхарі Колавіл-1 (№ AV/16) — Грама Ніладхарі підрозділу ОС Алаядівембу, округ Ампара, Східна провінція, Шрі-Ланка.

## Демографія
| Населення (2007) | Населення (2007) | Населення (2007) | Населення (2007) | Населення (2007) |
| Населення        | Чоловіки         | Жінки            | Діти             | Дорослі          |
| ---------------- | ---------------- | ---------------- | ---------------- | ---------------- |
| 1205             | 589              | 616              | 375              | 830              |